# Nouvelles Luttes extravagantes
Nouvelles Luttes extravagantes er en fransk stumfilm fra 1900 af Georges Méliès.